# Samostan Silvacane
Samostan Silvacane je nekdanji cistercijanski samostan v občini La Roque-d'Anthéron, Bouches-du-Rhône, v Provansi v Franciji. Ustanovljen je bil leta 1144 ali okoli tega, kot hčerinski samostan samostana Morimond, razpuščen pa je bil leta 1443; po francoski revoluciji je prenehal biti cerkvena last. Cerkev je francoska država pridobila leta 1846, preostale stavbe pa šele leta 1949. Je eden od treh cistercijanskih samostanov v Provansi, znanih kot tri sestre Provanse (les trois soeurs proveçales), drugi dve sta samostan Sénanque in samostan Le Thoronet. Silvacane je bil ustanovljen verjetno zadnji.
Strukture iz poznega 12. in 13. stoletja so večinoma romanske, z nekaj gotskimi elementi. Kot običajno pri zgodnjih cistercijanskih stavbah, je poudarek arhitekture v celoti na preprostosti, strogosti in harmoniji. Notranjost cerkve, brez okrasja ali motenj, je izjemen primer cistercijanske arhitekture 12. stoletja.
Od leta 1840 je na seznamu zgodovinskih spomenikov.

## Zgodovina
Kot vsi cistercijanski samostani tistega časa je bil tudi Silvacane postavljen na odročnem mestu ob reki ali potoku, v tem primeru ob reki Durance, na območju, zaraščenem s trstiko. Latinsko ime – Silva Cana - pomeni 'gozd trstike'.
Samostan je postal uspešen proti koncu 12. stoletja, ko je dobil dragocene darove od Guillaume de Fuveauja in Raimonda de Bauxa. To bogastvo pa je izzvalo zavist benediktincev iz samostana Montmajour blizu Arlesa. Ti so leta 1289 napadli Silvacane in vzeli cistercijane za talce (pozneje so jih po dolgih pogajanjih izpustili).
Leta 1358 so samostan oropale čete vojske iz Aubignana in od tega trenutka so se finančne težave samostana stopnjevale, dokler niso leta 1443 menihi morali samostan opustiti. Stavbe so postale last kapitlja stolnice iz Aix, cerkev pa je bila spremenjena v župnijsko cerkev La Roque-d'Anthéron.
V 17. in 18. stoletju so stavbe razpadle. Prostori samostana so bili med francosko revolucijo prodani na dražbi in postali kmetija. Potem ko je to mesto prešlo v več zasebnih rok, je francoska vlada leta 1846 kupila cerkev, jo razglasila za zgodovinski spomenik in začela obnovitvena dela. Ostale zgradbe kompleksa pa niso bile deležne posebne pozornosti; država jih je pridobila šele leta 1949, resna obnova pa se je zgodila šele v 1990-ih.

## Arhitektura
Samostanska cerkev je bila zgrajena iz rezanega kamna med letoma 1175 in 1230 v pretežno romanskem slogu z nekaj gotskimi elementi na najvišjem delu. Je odličen primer cistercijanske arhitekture romansko-gotskega prehoda, saj združuje romanske in gotske slogovne elemente.
Stavba, bazilika s transepti, ima  koničasti banjast obok, z navadnim rebrastim obokom na križanjih, na masivnih stebrih v obliki križa, katerih kapiteli imajo zelo preproste, zelo fino izklesanw motive listja. Cerkev ima zelo trezno kvadratno apsido, prebito z velikim oknom rozeto in trojico, sestavljeno iz dveh polkrožnih obokov, ki uokvirjata višjega, simbol sv.Trojice. To apsido podpirata dva močna opornika, ki sta v vogalih.
Kapiteljska dvorana in dnevna soba na vzhodu ter križni hodnik so bili zgrajeni v 13. stoletju, slednji z navadnimi romanskimi loki, dnevna soba pa ima gotski obokan strop, prav tako iz 13. stoletja.
Pred vrati, ki vodijo do severnega krila samostana in refektorija,  stoji umivalnik, tako da menihi očistijo roke, preden se dotaknejo kruha, svetega simbola. Ta kamniti umivalnik, veliko bolj skromen od tistega v samostanu Valmagne, je okrašen z obroči in stebriči, ki podpirajo tristranske loke.
Severno od samostana je refektorij, ki je bil zgrajen v poznem 13. stoletju v bolj izpopolnjenem žarkastem gotskem slogu. To je najbolj okrašena samostanska zgradba, zgrajena v času, ko je ukaz omilil nekatera strožja pravila Bernarda iz Clairvauxa.
Glavna, tristranska fasada je segmentirana z dvema mogočnima pilastroma. Osrednji del fasade je prebit s polkrožnim ločnim portalom s trojnimi loki, katerih arhivolt je okrašen z dvema ločnima pasovoma, ki počivata na kapitelih, uokvirjenih z listi, značilen motiv cistercijane arhitekture. Timpanon počiva na močni prekladi.
Nad portalom je trojno okno, podobnih tistim v apsidi, nad njim pa velik okulus z letvicami.
Stranska dela fasade sta vsak prebita s polkrožnim oknom z enim samim okvirjem in vrati, ki jih prečka preklada in slepi timpanon.
- Južni transept
- Južni transept, okno
- Kor
- Glavna ladja
- Fasada iz SZ
- Stranska ladja
- Križni hodnik

## Mere
Približne mere, brez štrlečih delov, izmerjene na risbi in ekstrapolirane:
Cerkev:
- Skupna dolžina zunaj: 42,20 m
- Zunanjost široke ladje: 23,45 m
- Zunanjost široke ladje: 21,15 m
- Dolžina transepta zunaj: 32,80 m
- Dolžina transepta v notranjosti: 30,65 m
- Širina kor / ladja v notranjosti: 8,75 m

Konvent stavbe:
- Dolžina vzhodnega krila zunaj: 38,20 m
- Dolžina refektorija in širina vzhodnega krila zunaj: 36,65 m
- Čista širina križnega hodnika: 18,40 × 14,40 m
- Čista širina galerije križnega hodnika: 4,30 m
- Notranje dimenzije kalefaktorija: 3,35 × 8,15 m
- Notranje dimenzije refektorija: 7,80 × 25,15 m

## Današnja uporaba
Cerkev in druge zgradbe se ne uporabljajo več v verske namene. Odprte so za javnost in se včasih uporabljajo za kulturne prireditve, vključno s Piano Festival de La Roque-d'Anthéron, Festival vokalne glasbe Silvacane in Festival International de Quatuors à Cordes du Luberon.